# Lenguas pama-ñunganas suroccidentales
Las lenguas pama-ñunganas suroccidentales forman un grupo de lenguas, el más diverso y el más extendido de lenguas pama-ñung que forman una hipotetética subfamilia de las lenguas pama-ñunganas, que se extendería por el suroeste de Australia y agruparía a cerca de 50 lenguas distintas.

## Clasificación interna
Las lenguas kañara y matharta parecen ser los subgrupos más diverentes del pama-ñung suroccidental. Los otros grupos podrían agruparse dentro de subgrupo ñúngico nuclear.
- Lenguas del grupo:
  - Ngarna: Yanyuwa, Wagaya †, Yindjilandji †, Bularnu †, Warluwara †
  - Ngumpin-Yapa
    - Ngárrkicas: Warlmanpa, Warlpiri
    - Ngumbin: Walmajarri, Djaru, Gurindji , Mudburra

  - Warumungu
  - Yolŋu: Dhangu-Djangu, Nhangu, Dhuwal, Ritharngu, Djinang, Djinba,
  - Kanyara-Mantharta
    - Kanyara: Burduna,Dhalanyji
    - Mantharta: Tharrgari, Warriyangka, Thiin†, Jiwarli†

  - Ñúngaras
    - Ngayarda: Martuthunira, Ngarluma-Kariyarra, Yindjibarndi-Kurrama, Panyjima, Jurruru, Nyamal, Yinhawangka, Ngarla, Nhuwala, Palyku
    - Kartu: Yinggarda, Nyungar, Mangarla
    - Mirning: Mirniny, Ngadjunmaya
    - Wati: Wanman, Desierto Occidental, Ngardi?
    - Marrngu: Karajarri, Mangarla, Nyangumarta

La propuesta de que forman un grupo filogenética ha sido abandonada en gran parte. Bowern (2011) restringe el término "pama-ñung suroccidental" al nyungar más el kalaaku. (ver lenguas ñúngicas)

## Comparación léxica
Los numerales en reconstruidas para diversos grupos de lenguas pama-ñung suroccidentales son:
| GLOSA | PROTO- KANYARA   | PROTO- MANTHARTA | Ñungano (amplio) | Ñungano (amplio) | Ñungano (amplio)  | Ñungano (amplio) | PROTO- P-Ñ SW      |
| GLOSA | PROTO- KANYARA   | PROTO- MANTHARTA | PROTO- KARTU     | PROTO- NGAYARDA  | PROTO- NGUMBIN    | PROTO- WATI      | PROTO- P-Ñ SW      |
| ----- | ---------------- | ---------------- | ---------------- | ---------------- | ----------------- | ---------------- | ------------------ |
| '1'   | *kurika/ *miruɻa |                  | *kurija          | *kuɲɟiɾi         | *cɪnta(ku)/ *jaŋ- | *kucu            | *kuri-             |
| '2'   | *kut̪ara          |                  | *gut̪ara          | *kuɟaɾa          | *kuɟaɾa           | *kucaɾa          | *kucaɾa (*kutjara) |
| '3'   | *jaɾkuʈi         |                  | *maɳkuɖu         | *ɟaɾkuʈi/ *puɾku | *muɾkuna          | *maɳkurpa        |                    |
| '4'   |                  |                  | *2+2             | *2+2             |                   | *piɻni           |                    |